# Neoserixia schwarzeri
Neoserixia schwarzeri är en skalbaggsart som beskrevs av J. Linsley Gressitt 1935. Neoserixia schwarzeri ingår i släktet Neoserixia och familjen långhorningar.
Artens utbredningsområde är Taiwan. Inga underarter finns listade i Catalogue of Life.